# John Peabody Harrington

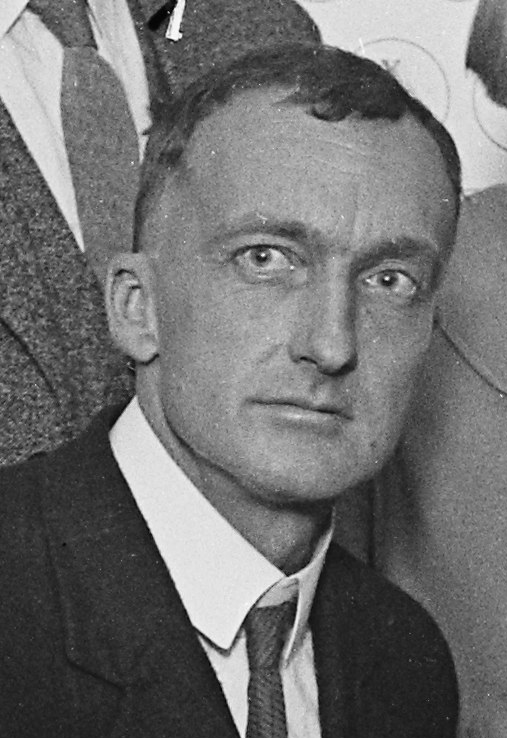
John P. Harrington, 1924

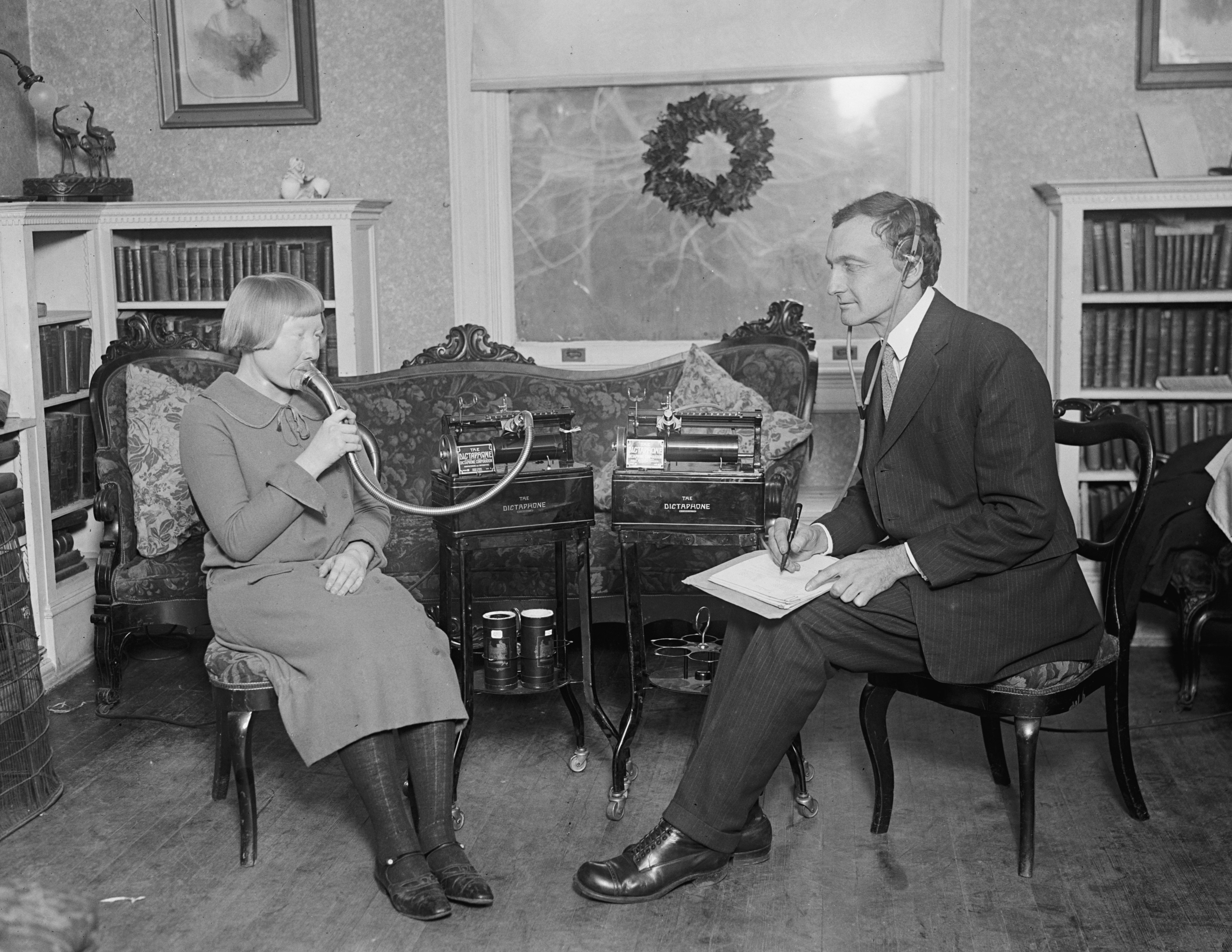
John Peabody Harrington (rechts) bei Aufnahmen einer amerikanischen Ureinwohnerin vom Cuna-Stamm, Smithsonian Institution, 1924

John Peabody Harrington (* 29. April 1884 in Waltham (Massachusetts); † 21. Oktober 1961 in Santa Barbara (Kalifornien)) war Linguist und Völkerkundler. Er erforschte und dokumentierte vor allem die Indianersprachen Kaliforniens.

## Leben
In Massachusetts geboren, wuchs er in Kalifornien auf. An der Stanford University studierte er von 1902 bis 1905 Anthropology (etwa der Völkerkunde vergleichbar) und klassische Sprachen. In Berkeley, wo er Fortgeschrittenenkurse besuchte, traf er auf den Völkerkundler Alfred Kroeber. Auf ihn geht wohl das besondere Interesse Harringtons an den Indianersprachen zurück.
Harrington studierte zwar in Leipzig und Berlin, doch zog er es vor, Sprachlehrer an einer High School zu sein. Dennoch brachte er drei Jahre lang Zeit auf, um die wenigen Muttersprachler bei den Chumash zu befragen. Die daraus entstandene Arbeit erregte die Aufmerksamkeit von Wissenschaftlern am Smithsonian Museum, genauer am Bureau of American Ethnology. Doch erst 1915 wurde er als Feldforscher engagiert. In den nächsten vier Jahrzehnten sammelte und kompilierte er gewaltige Mengen an Rohdaten zur Erforschung der Chumash, Mutsun, Rumsen, Chochenyo, Kiowa, Chimariko, Yokuts, Gabrielino, Salinan, Yuma und Mohave. Damit erstellte er nicht nur eine der frühen Sammlungen, sondern wohl eine der größten.
Schon 1915 lernte er die elf Jahre jüngere Carobeth (Tucker) Laird kennen, eine Schülerin in einem seiner Sprachkurse. Ihre spätere Publikation, The Chemehuevi, gilt als eine der besten ethnographischen Studien. Mit ihr war der als exzentrisch geltende Harrington von 1916 bis 1923 verheiratet. Awona Harrington ist ihre Tochter.
Seit 2000 werden seine Aufzeichnungen von Freiwilligen der University of California, Davis in eine Datenbank eingegeben und so wissenschaftlich verfügbar gemacht. Dabei handelt es sich um fast eine Million Manuskriptseiten, die enorme Mengen an sprachlichem und mythologischem Stoff liefern, aber auch an rituellen und musikalischen Überlieferungen.